# Pałac Królewski El Pardo

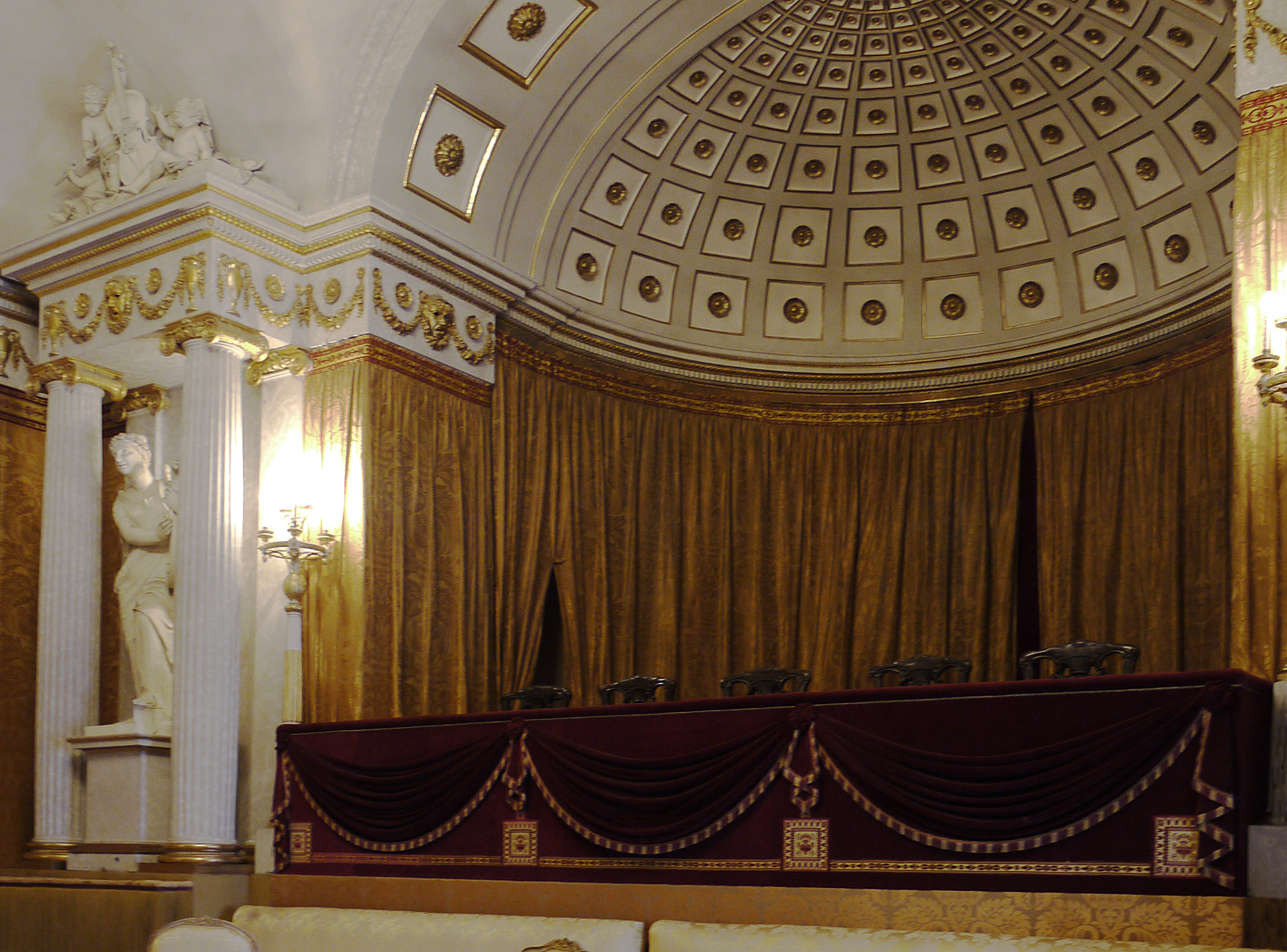
Salon teatralny w El Pardo

Pałac Królewski El Pardo (hiszp. El Palacio Real de El Pardo) – jedna z rezydencji hiszpańskiej rodziny królewskiej. Obecnie używa się jej głównie jako kwatery dla zagranicznych głów państw przebywających z oficjalną wizytą w Hiszpanii. Pałac znajduje się w miejscowości El Pardo w prowincji Madryt. Jest własnością państwa jako część hiszpańskiego Dziedzictwa Narodowego (Patrimonio Nacional), państwowej agencji, która administruje majątkiem w służbie hiszpańskiej Korony.
Został zbudowany w XVI wieku na bazie XV-wiecznego prymitywnego budynku zaprojektowanego przez architekta Luisa de Vega. Jego obecny wygląd jest efektem renowacji i rozbudowań zleconych w XVIII wieku przez króla Karola III, w których uczestniczył włoski architekt Francesco Sabatini.
Oprócz walorów architektonicznych, pałac wyróżnia się wystrojem wnętrz reprezentującym różne okresy historyczne. Znajdują się tam freski Gaspara Becerra, pozostałości malowideł, które zdobiły pałac w czasie panowania Filipa II.
Szczególnie ważna jest znajdująca się w pałacu kolekcja gobelinów z XVIII wieku, zawierająca pięć najbardziej popularnych serii zaprojektowanych przez Francisca Goyę i wykonanych w Królewskiej Manufakturze Tapiserii Santa Bárbara.